# Co・no・mi・chi
«Co・no・mi・chi» es el sexto sencillo de la unit de Hello! Project, Buono!. "co・no・mi・chi" fue usada para el segundo ending del anime Shugo Chara!! Doki.
"co・no・mi・chi" fue lanzado el 21 de enero de 2009 en Japón bajo la discográfica Pony Canyon. Se lanzó en dos ediciones diferentes: Regular y Limitada. La edición limitada incluía un DVD adicional. La primera impresión de la edición normal y limitada del sencillo venía con un photocard.
La edición Single V fue lanzada el 4 de febrero de 2009.

## Créditos
- co・no・mi・chi
  - Letra: Miura Yoshiko
  - Composición: Tsunku
  - Arreglos: AKIRASTAR y Nobuhiko Nakayama

- Muteki no ∞ Power
  - Letra: Kawakami Natsuki
  - Composición: Ooyagi Hiroo
  - Arreglos: Kinoshita Yoshiyuki

## Lista de canciones

### CD
1. «co・no・mi・chi»
2. «Muteki no ∞ Power» (無敵の∞Power?)
3. «co・no・mi・chi» (Instrumental)
4. «Muteki no ∞ Power» (無敵の∞Power?) (Instrumental)

Nota: El símbolo "∞" (infinito), en japonés se dice "mugendai", por lo que la canción "Muteki no ∞ Power" se llamaría "Muteki no Mugendai Power".

### DVD (edición limitada)
1. «co・no・mi・chi» Jacket Photography Making of (ジャケット撮影メイキング?)

### Single V
1. «co・no・mi・chi» (Music Clip)
2. «co・no・mi・chi» (Close Up Version)
3. «co・no・mi・chi» (Dance Shot Version)
4. «co・no・mi・chi» Making of PV (PV撮影メイキング?)

## Actuaciones en televisión
- 22 de enero de 2009: MUSIC JAPAN
- 23 de enero de 2009: Music Fighter

## Actuaciones en conciertos
- Hello! Project Award' 09 ~ Elder Club Graduation Commemoration Special ~

## Puestos y ventas enOricon

### Sencillo
| Lunes | Martes | Miércoles | Jueves | Viernes | Sábado | Domingo | Ranking/Puesto semanal | Ventas |
| ----- | ------ | --------- | ------ | ------- | ------ | ------- | ---------------------- | ------ |
| –     | 3      | 4         | 4      | 5       | 6      | 8       | 4                      | 19 002 |
| 4     | 44     | –         | –      | –       | –      | –       | 46                     | 2296   |
| –     | –      | –         | –      | –       | –      | –       | 116                    | 833    |
| –     | –      | –         | –      | –       | –      | –       | 136                    | 604    |

Ventas totales: 22 735[cita requerida]

### Single V
| Lunes | Martes | Miércoles | Jueves | Viernes | Sábado | Domingo | Ranking/Puesto semanal | Ventas |
| ----- | ------ | --------- | ------ | ------- | ------ | ------- | ---------------------- | ------ |
| –     | 4      | 7         | 7      | 9       | 7      | 17      | 7                      | 3944   |
| 15    | 14     | 17        | 19     | –       | –      | –       | 19                     | 955    |

Ventas totales: 4899[cita requerida]